# Michaela Vernerová
Michaela Vernerová (provd. Kvačková) (* 15. září 1973 Slaný) je bývalá česká zápasnice – judistka, účastnice olympijských her v roce 1996 a 2000.

## Sportovní kariéra
Vyrůstala v Bohušovicích nad Ohří, kde s judem začínala v 9 letech pod vedením Alexandera Huňáta a Vorla. Později se přes Litokan Litoměřice, sportovní gymnázium v Jablonci nad Nisou dostala do vrcholového tréninkového centra v TJ Sokol Hradci Králové, kde se připravovala individuálně pod vedením svého budoucího manžela Radoslava Kvačka. V československé a posléze české ženské reprezentaci se pohybovala od roku 1992 v polostřední váze do 61 kg a od roku 1997 pak ve váze do 57 kg.
V roce 1996 se kvalifikovala na olympijské hry v Atlantě, kde se v úvodním kole nepopasovala se silovým judem Venezuelky Xiomary Griffithové a prohrála a na ippon technikou harai-makikomi. V roce 1998 se s předstupem do nižší lehké váhy do 57 kg zařadila mezi přední světové judistky. V roce 1999 se třetím místem na mistrovství světa v Birminghamu přímo kvalifikovala na olympijské hry v Sydney v roce 2000. Do Sydney odjela velmi dobře připravená s reálnou šancí na jednu z olympijských medailí. Takticky však nezvládla zápas úvodního kola s Italkou Cinzií Cavazzutiovou, se kterou prohrála minimálním bodovým rozdílem na koku za penalizaci (šido) za pasivitu z poloviny zápasu.
Sportovní kariéru ukončila v roce 2001 po zisku třetího místa na letní univerziádě v Pekingu.
Předností Michaely Vernerové byl rychlý a přesný přechod do submisivních technik (katame-waza) v boji na zemi (ne-waza) a provádění nožních technik (aši-waza) na pravou i levou stranu.

### Dopingová kauza (léto 1999)
V květnu roku 1999 byla pozitivně testovaná po zisku třetího místa na mistrovství Evropy v Bratislavě. Podařilo se jí však dokázat neúmyslné užití v rámci předepsaných léků (chyba lékaře) a dostala pouze přísné napomenutí bez pozastavení činnosti a odebrání medaile z mistrovství Evropy.

### Úspěchy ve světovém poháru
- 1993 - 1. místo (Praha), 3. místo (Varšava)
- 1994 - 1. místo (Basilej)
- 1995 - 1. místo (Praha)
- 1996 - 2. místo (Praha), 3. místo (Leonding, Budapešť)
- 1997 - 3. místo (Leonding)
- 1998 - 2. místo (Praha)
- 1999 - 3. místo (Fukuoka)
- 2000 - 3. místo (Mnichov, Soul)
- 2001 - 2. místo (Paříž)

## Výsledky
| Turnaj             | 1989             | 1990             | 1991             | 1992             | 1993             | 1994             | 1995             | 1996             | 1997             | 1998       | 1999       | 2000       | 2001       |
| Turnaj             | 16               | 17               | 18               | 19               | 20               | 21               | 22               | 23               | 24               | 25         | 26         | 27         | 28         |
| Turnaj             | polostřední váha | polostřední váha | polostřední váha | polostřední váha | polostřední váha | polostřední váha | polostřední váha | polostřední váha | polostřední váha | lehká váha | lehká váha | lehká váha | lehká váha |
| ------------------ | ---------------- | ---------------- | ---------------- | ---------------- | ---------------- | ---------------- | ---------------- | ---------------- | ---------------- | ---------- | ---------- | ---------- | ---------- |
| Olympijské hry     |                  |                  |                  | —                |                  |                  |                  | úč.              |                  |            |            | úč.        |            |
| Mistrovství světa  | —                |                  | —                |                  | úč.              |                  | úč.              |                  | úč.              |            | 3.         |            | úč.        |
| Mistrovství Evropy | —                | —                | —                | —                | úč.              | úč.              | 5.               | úč.              | 2.               | 7.         | 3.         | 3.         | 5.         |
| Univerziáda        |                  |                  |                  |                  |                  |                  | —                |                  |                  |            | 2.         |            | 3.         |
| Akademické MS      |                  |                  |                  |                  |                  | ?                |                  | ?                |                  | 2.         |            | 3.         |            |
| MS juniorů         |                  | 3.               |                  |                  |                  |                  |                  |                  |                  |            |            |            |            |
| ME juniorů         | úč.              | ?                | 5.               |                  |                  |                  |                  |                  |                  |            |            |            |            |